# Arena Joinville
Arena Joinville – wielofunkcyjny stadion, używany głównie przez piłkarzy nożnych w Joinville, w Santa Catarina w Brazylii, na którym swoje mecze rozgrywa klub Joinville EC.

## Historia
- 25 września 2004 – inauguracja obiektu
- czerwiec 2007 – rozbudowa stadionu